# L'Anneau des Castellac
L'Anneau des Castellac est la dix-huitième histoire de la série Johan et Pirlouit de Peyo. Elle est publiée pour la première fois du no 1167 au no 1201 du journal Spirou. Puis est publiée sous forme d'album en 1962. C'est au cours de cette histoire que Pirlouit prépare son fameux britchabrotch, plat constitué d'épices et avec lequel il faut boire du vin. C'est la suite du livre La Guerre des sept fontaines.

## Résumé
Attablés dans une auberge, Johan et Pirlouit se voient voler leur maigre repas par un vagabond affamé. Celui-ci s'avère être le prince Hubert, duc de Castellac, qui s'est évadé du château de Hercule de Basse-Fosse dont il a été prisonnier pendant trois ans. Il compte se rendre au duché afin de retrouver son trône mais aussi pour découvrir pourquoi la rançon que demandait Hercule de Basse-Fosse n'a jamais été payée.
Johan et Pirlouit partent vers la ville voisine afin de procurer un cheval pour le duc, celui ci leur ayant confié son anneau en gage. A leur retour, ils découvrent que le duc a été enlevé par des brigands, dont le chef ne lui est pas inconnu, selon l'aubergiste. Ils rejoignent alors Castellac et découvrent, surpris une foule en liesse acclamant le retour du duc. Décidés à confondre celui qu'ils pensent être un imposteur, ils se voient d'abord éconduits par Acelin, l'écuyer du duc (et le chef des brigands reconnu par l'aubergiste), qui gère les affaires du duché en prétendant que son maître est très malade. Ils parviennent néanmoins pendant la nuit à s'infiltrer dans la chambre du duc. Celui ci a beaucoup de mal a les reconnaître mais mentionne l'anneau qu'il leur a confié juste avant qu'Acelin ne les surprenne et alerte la garde. Johan et Pirlouit parviennent à s'échapper de justesse grâce à Démétrius, l'assistant d'Acelin, qui leur conseille d'aller chercher chez Hercule de Basse Fosse des preuves du complot d'Acelin pour rester maître du duché..

## Personnages
- Johan
- Pirlouit
- Prince Hubert, duc de Castellac
- Hercule de Basse-Fosse
- Acelin : écuyer du duc
- Assistant d'Acelin

## Publication

### Revues
L'histoire a été prépubliée dans le Journal de Spirou du 25 août 1960 au 20 avril 1961. 

### Album
L'histoire a été prépubliée dans le Journal de Spirou du 25 août 1960 au 5 avril 1961.

### Adaptation
- Cet album a été adapté dans la série animée Johan & Pirlouit apparue dans la série animée Les Schtroumpfs, diffusée pour la première fois en 1982 où les schtroumpfs apparaissent pour la première fois dans l'épisode L'Anneau de Castellac.